# Koreas Grand Prix 2010
Koreas Grand Prix 2010, officiellt 2010 Formula 1 Korean Grand Prix, var en Formel 1-tävling som hölls den 24 oktober 2010 på Korean International Circuit i Yeongam, Korea. Det var den sjuttonde tävlingen av Formel 1-säsongen 2010 och kördes över 55 varv. Vinnare av loppet blev Fernando Alonso för Ferrari, tvåa blev Lewis Hamilton för McLaren och trea blev Felipe Massa för Ferrari.

## Kvalet
| KR. | Nr | Förare             | Konstruktör          | Q1       | Q2       | Q3       | Grid |
| --- | -- | ------------------ | -------------------- | -------- | -------- | -------- | ---- |
| 1   | 5  | Sebastian Vettel   | Red Bull-Renault     | 1.37,123 | 1.36,074 | 1.35,585 | 1    |
| 2   | 6  | Mark Webber        | Red Bull-Renault     | 1.37,373 | 1.36,039 | 1.35,659 | 2    |
| 3   | 8  | Fernando Alonso    | Ferrari              | 1.37,144 | 1.36,287 | 1.35,766 | 3    |
| 4   | 2  | Lewis Hamilton     | McLaren-Mercedes     | 1.37,113 | 1.36,197 | 1.36,062 | 4    |
| 5   | 4  | Nico Rosberg       | Mercedes             | 1.37,708 | 1.36,791 | 1.36,535 | 5    |
| 6   | 7  | Felipe Massa       | Ferrari              | 1.37,515 | 1.36,169 | 1.36,571 | 6    |
| 7   | 1  | Jenson Button      | McLaren-Mercedes     | 1.38,123 | 1.37,064 | 1.36,731 | 7    |
| 8   | 11 | Robert Kubica      | Renault              | 1.37,703 | 1.37,179 | 1.36,824 | 8    |
| 9   | 3  | Michael Schumacher | Mercedes             | 1.37,980 | 1.37,077 | 1.36,950 | 9    |
| 10  | 9  | Rubens Barrichello | Williams-Cosworth    | 1.38,257 | 1.37,511 | 1.36,998 | 10   |
| 11  | 10 | Nico Hülkenberg    | Williams-Cosworth    | 1.38,115 | 1.37,620 |          | 11   |
| 12  | 23 | Kamui Kobayashi    | BMW Sauber-Ferrari   | 1.38,429 | 1.37,643 |          | 12   |
| 13  | 22 | Nick Heidfeld      | BMW Sauber-Ferrari   | 1.38,171 | 1.37,715 |          | 13   |
| 14  | 14 | Adrian Sutil       | Force India-Mercedes | 1.38,572 | 1.37,783 |          | 14   |
| 15  | 12 | Vitalij Petrov     | Renault              | 1.38,174 | 1.37,799 |          | 201  |
| 16  | 17 | Jaime Alguersuari  | Toro Rosso-Ferrari   | 1.38,583 | 1.37,853 |          | 15   |
| 17  | 16 | Sébastien Buemi    | Toro Rosso-Ferrari   | 1.38,621 | 1.38,594 |          | 16   |
| 18  | 15 | Vitantonio Liuzzi  | Force India-Mercedes | 1.38,955 |          |          | 17   |
| 19  | 18 | Jarno Trulli       | Lotus-Cosworth       | 1.40,521 |          |          | 18   |
| 20  | 24 | Timo Glock         | Virgin-Cosworth      | 1.40,748 |          |          | 19   |
| 21  | 19 | Heikki Kovalainen  | Lotus-Cosworth       | 1.41,768 |          |          | 21   |
| 22  | 25 | Lucas di Grassi    | Virgin-Cosworth      | 1.42,325 |          |          | 22   |
| 23  | 20 | Sakon Yamamoto     | HRT-Cosworth         | 1.42,444 |          |          | 23   |
| 24  | 21 | Bruno Senna        | HRT-Cosworth         | 1.43,283 |          |          | 24   |

| Vidare från första kvalrundan ▬▬ Vidare från andra kvalrundan ▬▬ |

Noteringar:
- ^1  — Vitalij Petrov fick fem platsers nedflyttning för att ha orsakat en kollision med Nico Hülkenberg under den föregående tävlingen.[1]

## Loppet
| Pos. | Nr | Förare             | Konstruktör          | Varv | Tid             | Grid | P  |
| ---- | -- | ------------------ | -------------------- | ---- | --------------- | ---- | -- |
| 1    | 8  | Fernando Alonso    | Ferrari              | 55   | 2:48.20,810     | 3    | 25 |
| 2    | 2  | Lewis Hamilton     | McLaren-Mercedes     | 55   | +14,999         | 4    | 18 |
| 3    | 7  | Felipe Massa       | Ferrari              | 55   | +30,868         | 6    | 15 |
| 4    | 3  | Michael Schumacher | Mercedes             | 55   | +39,688         | 9    | 12 |
| 5    | 11 | Robert Kubica      | Renault              | 55   | +47,734         | 8    | 10 |
| 6    | 15 | Vitantonio Liuzzi  | Force India-Mercedes | 55   | +53,571         | 17   | 8  |
| 7    | 9  | Rubens Barrichello | Williams-Cosworth    | 55   | +1.09,257       | 10   | 6  |
| 8    | 23 | Kamui Kobayashi    | BMW Sauber-Ferrari   | 55   | +1.17,889       | 12   | 4  |
| 9    | 22 | Nick Heidfeld      | BMW Sauber-Ferrari   | 55   | +1.20,107       | 13   | 2  |
| 10   | 10 | Nico Hülkenberg    | Williams-Cosworth    | 55   | +1.20,851       | 11   | 1  |
| 11   | 17 | Jaime Alguersuari  | Toro Rosso-Ferrari   | 55   | +1.24,146       | 15   |    |
| 12   | 1  | Jenson Button      | McLaren-Mercedes     | 55   | +1.29,939       | 7    |    |
| 13   | 19 | Heikki Kovalainen  | Lotus-Cosworth       | 54   | +1 varv         | 21   |    |
| 14   | 21 | Bruno Senna        | HRT-Cosworth         | 53   | +2 varv         | 24   |    |
| 15   | 20 | Sakon Yamamoto     | HRT-Cosworth         | 53   | +2 varv         | 23   |    |
| Ret  | 14 | Adrian Sutil       | Force India-Mercedes | 46   | Kollision       | 14   |    |
| Ret  | 5  | Sebastian Vettel   | Red Bull-Renault     | 45   | Motor           | 1    |    |
| Ret  | 12 | Vitalij Petrov     | Renault              | 39   | Olycka          | 20   |    |
| Ret  | 24 | Timo Glock         | Virgin-Cosworth      | 31   | Kollisionsskada | 19   |    |
| Ret  | 16 | Sébastien Buemi    | Toro Rosso-Ferrari   | 30   | Kollision       | 16   |    |
| Ret  | 25 | Lucas di Grassi    | Virgin-Cosworth      | 25   | Olycka          | 22   |    |
| Ret  | 18 | Jarno Trulli       | Lotus-Cosworth       | 25   | Hydraulik       | 18   |    |
| Ret  | 6  | Mark Webber        | Red Bull-Renault     | 18   | Olycka          | 2    |    |
| Ret  | 4  | Nico Rosberg       | Mercedes             | 18   | Kollision       | 5    |    |

| Förare och stall som tog poäng ▬▬ |

## Ställning efter loppet
| Pos. | Förare           | Poäng |
| ---- | ---------------- | ----- |
| 1    | Fernando Alonso  | 231   |
| 2    | Mark Webber      | 220   |
| 3    | Lewis Hamilton   | 210   |
| 4    | Sebastian Vettel | 206   |
| 5    | Jenson Button    | 189   |

| Pos. | Konstruktör      | Poäng |
| ---- | ---------------- | ----- |
| 1    | Red Bull-Renault | 426   |
| 2    | McLaren-Mercedes | 399   |
| 3    | Ferrari          | 374   |
| 4    | Mercedes         | 188   |
| 5    | Renault          | 143   |

- Notering: Endast de fem bästa placeringarna i vardera mästerskap finns med på listorna.